# Cinchona rugosa
Cinchona rugosa là một loài thực vật có hoa trong họ Thiến thảo. Loài này được Pav. mô tả khoa học đầu tiên năm 1859.